# Bismarckturm (Dortmund)

Bismarckturm in Dortmund

Der Bismarckturm Dortmund war ein zu Ehren des ersten deutschen Reichskanzlers Otto von Bismarck in Dortmund errichtetes Monument.

## Geschichte
Wie im gesamten Deutschen Reich gab es auch in Dortmund Bestrebungen, den 1898 verstorbenen ehemaligen Reichskanzler mit einem Bismarckturm zu ehren. Mitte 1899 bildete sich ein Verein unter der Leitung des Dortmunder Landgerichtsrats Wilhelm Baeumer (1845–1904) und versuchte, die finanziellen Mittel zum Bau des Monuments zu beschaffen. Als Standort wurde der Kaiser-Wilhelm-Hain, ein Teil des späteren Westfalenparks, ausgesucht. Das Baugrundstück wurde kostenfrei von der Stadt zur Verfügung gestellt.
Die Bemühungen des Vereins waren zunächst wenig erfolgreich. Nachdem am 30. März 1901 symbolträchtig der Grundstein gelegt worden war, konnte die tatsächliche Bauausführung erst im Sommer 1904 begonnen werden. Kurzerhand legte man den Grundstein des Bismarckturms am 30. Juni 1904 erneut. Die Einweihung fand am 1. April 1905 statt, an dem Bismarck 90 Jahre alt geworden wäre.
Der Turm wurde nach den Plänen des damals bei der Oberpostdirektion Dortmund tätigen Postbaurats Karl Buddeberg (1856–1934) errichtet. Als Baumaterialien wurden Steine aus der ehemaligen Stadtbefestigung der Stadt Dortmund, Herdecker Ruhrsandstein und Tuffstein genutzt. Das Gebäude hatte einen quadratischen Grundriss mit 6,5 m Seitenlänge und war 24 m hoch.
Im Erdgeschoss des Turms wurde eine Gedenkhalle eingerichtet. Über deren Eingang war ein bronzenes Bismarck-Wappen angebracht. Weiter oben auf der Vorderseite des Turms zeigte das Naturstein-Mauerwerk ein Reichsadler-Relief des Essener Bildhauers Christian Bauer. Auf der Aussichtsplattform des Turms wurde eine Feuerschale fest eingelassen. Die mit Benzol realisierte Befeuerung des Turms konnte eine bis zu acht Meter hohe Flamme erzeugen.
Nach dem Zweiten Weltkrieg wurde lediglich der irreparabel beschädigte seitliche Treppen-Anbau abgetragen. 1957 wurde eine notwendige Sanierung des Bauwerks auf 75.000 DM veranschlagt, der Abriss dagegen auf 7.000 DM. In Hinblick auf die Bundesgartenschau 1959, die im zum Westfalenpark vergrößerten Kaiser-Wilhelm-Hain geplant wurde, fiel der Beschluss zum Abriss. Weder das Bismarck-Gedenken noch die Architektur des Turms wurden damals als historisch wertvoll angesehen.